# Públicos da Associação Atlética Ponte Preta
Essa página lista estatísticas de públicos da Associação Atlética Ponte Preta.
A Ponte Preta tem pelo menos 42 jogos com públicos maiores do que 20.000 em seu estádio, visto não se conhecer todos os públicos presentes nos dias atuais, 8 deles realizados contra clubes de fora do Estado de São Paulo, o maior destes contra clubes de fora de seu estado de origem, com 33.298 pessoas presentes.

## Maiores públicos da Associação Atlética Ponte Preta
Públicos presentes, acima de 20.000 pessoas, jogos no Estádio Moisés Lucarelli.

No dia 3 de julho de 1977, 22.011 torcedores assistiram a partida Ponte Preta 3 a 4 Palmeiras, disputada no Brinco de Ouro por conta do Moisés Lucarelli se encontrar interditado, que não consta da relação abaixo por essa apontar apenas partidas no estádio pontepretano, tendo como exceção a final da Copa Sul-Americana de 2013 disputada no Pacaembu.
| Data                    | Placar                      | Público | Competição                    |
| ----------------------- | --------------------------- | ------- | ----------------------------- |
| 1 de fevereiro de 1978  | Ponte Preta 1–3 São Paulo   | 37.274  | Campeonato Paulista           |
| 16 de agosto de 1970    | Ponte Preta 0–1 Santos      | 33.500  | Campeonato Paulista           |
| 11 de dezembro de 1977  | Ponte Preta 0–0 Vasco       | 33.298  | Campeonato Brasileiro         |
| 3 de setembro de 1978   | Ponte Preta 2–2 Santos      | 33.221  | Campeonato Paulista           |
| 3 de setembro de 1979   | Ponte Preta 2–2 Santos      | 33.155  | Campeonato Paulista           |
| 17 de setembro de 1978  | Ponte Preta 2–0 Corinthians | 33.034  | Campeonato Paulista           |
| 27 de fevereiro de 1977 | Ponte Preta 3–1 Guarani     | 31.970  | Campeonato Paulista           |
| 27 de janeiro de 1980   | Ponte Preta 2–1 Guarani     | 30.174  | Campeonato Paulista           |
| 12 de outubro de 1980   | Ponte Preta 1–1 Corinthians | 29.931  | Campeonato Paulista           |
| 5 de agosto de 1979     | Ponte Preta 3–0 Corinthians | 29.126  | Campeonato Paulista           |
| 4 de dezembro de 2013   | Ponte Preta 1–1 Lanús       | 28.979  | Copa Sul-Americana            |
| 28 de março de 1979     | Ponte Preta 3–0 Palmeiras   | 26.685  | Campeonato Paulista           |
| 21 de setembro de 1977  | Ponte Preta 3–1 São Paulo   | 26.617  | Campeonato Paulista           |
| 14 de setembro de 1977  | Ponte Preta 3–1 Botafogo-SP | 26.223  | Campeonato Paulista           |
| 21 de novembro de 1999  | Ponte Preta 2–1 São Paulo   | 25.200  | Campeonato Brasileiro         |
| 18 de julho de 1999     | Ponte Preta 5–0 Mirassol    | 25.000  | Campeonato Paulista Série A2  |
| 9 de agosto de 1970     | Ponte Preta 0–0 Palmeiras   | 24.637  | Campeonato Paulista           |
| 11 de setembro de 1986  | Ponte Preta 0–1 Flamengo    | 24.637  | Campeonato Paulista           |
| 30 de maio de 1971      | Ponte Preta 0–1 São Paulo   | 24.512  | Campeonato Brasileiro         |
| 14 de maio de 1980      | Ponte Preta 1–1 Flamengo    | 23.491  | Campeonato Brasileiro         |
| 5 de julho de 1981      | Ponte Preta 0–0 Guarani     | 23.470  | Campeonato Paulista           |
| 17 de abril de 1977     | Ponte Preta 1–1 Santos      | 23.370  | Campeonato Paulista           |
| 21 de novembro de 1976  | Ponte Preta 2–1 Palmeiras   | 22.996  | Campeonato Brasileiro         |
| 18 de agosto de 1999    | Ponte Preta 0–0 Guarani     | 22.609  | Campeonato Brasileiro         |
| 20 de julho de 1980     | Ponte Preta 3–0 Guarani     | 22.204  | Campeonato Paulista           |
| 5 de agosto de 1981     | Ponte Preta 3–2 Guarani     | 22.167  | Campeonato Paulista           |
| 13 de fevereiro de 1977 | Ponte Preta 4–0 Corinthians | 22.112  | Campeonato Paulista           |
| 19 de agosto de 1979    | Ponte Preta 1–0 Guarani     | 22.047  | Campeonato Paulista           |
| 14 de novembro de 1976  | Ponte Preta 2–0 Santa Cruz  | 21.990  | Campeonato Brasileiro         |
| 24 de outubro de 1981   | Ponte Preta 1–1 Santos      | 21.757  | Campeonato Paulista           |
| 17 de abril de 1977     | Ponte Preta 1–1 Santos      | 21.717  | Campeonato Paulista           |
| 15 de novembro de 1985  | Ponte Preta 1–2 Santos      | 21.629  | Campeonato Paulista           |
| 22 de outubro de 1980   | Ponte Preta 0–0 São Paulo   | 21.602  | Campeonato Brasileiro         |
| 24 de novembro de 1999  | Ponte Preta 2–3 São Paulo   | 21.588  | Campeonato Brasileiro         |
| 7 de março de 1976      | Ponte Preta 2–1 Guarani     | 21.511  | Campeonato Paulista           |
| 4 de abril de 1971      | Ponte Preta 1–1 Palmeiras   | 21.195  | Campeonato Paulista           |
| 7 de dezembro de 1997   | Ponte Preta 1–1 Náutico     | 21.070  | Campeonato Brasileiro Série B |
| 2 de setembro de 1977   | Ponte Preta 2–0 ABC         | 21.045  | Campeonato Brasileiro         |
| 28 de maio de 1978      | Ponte Preta 0–0 Atlético-MG | 20.549  | Campeonato Brasileiro         |
| 2 de outubro de 1974    | Ponte Preta 1–1 Santos      | 20.258  | Campeonato Paulista           |
| 20 de abril de 1986     | Ponte Preta 1–1 Guarani     | 20.445  | Campeonato Paulista           |
| 15 de março de 1981     | Ponte Preta 2–1 Corinthians | 20.032  | Campeonato Brasileiro         |

Por adversários
1. Guarani: 9.
2. Santos: 8.
3. São Paulo: 6.
4. Corinthians: 5.
5. Palmeiras: 4.
6. Flamengo: 2.
7. 8 clubes com uma citação.

Por competição
1. Campeonato Paulista: 27.
2. Campeonato Brasileiro: 11.
3. 4 competições com 1 citação.

Por períodos
1. 1971-1980: 27.
2. 1981-1990: 7.
3. 1991-2000: 5.
4. 1961-1970: 2.
5. 2011-2020: 1.

## Maiores públicos contra tradicionais rivais
- Independente do mando de campo.

Clubes paulistas
- Clubes paulistas campeões brasileiros e/ou do Torneio Rio-São Paulo.
- Contra o Corinthians: Corinthians 1–2 Ponte Preta, 146.082, 9 de outubro de 1977, Morumbi (138.032 pagantes).[17]
- Contra o São Paulo: São Paulo 2–1 Ponte Preta, 84.786, 9 de novembro de 1980, Morumbi (84.553 pagantes).[7]
- Contra o Santos: Santos 1–1 Ponte Preta, 53.340, 19 de abril de 1979, Morumbi (51.312 pagantes).[9]
- Contra o Palmeiras: Palmeiras 2–0 Ponte Preta, 46.646, 7 de outubro de 1978, Pacaembu (42.331 pagantes).
- Contra o Guarani: Guarani 2–0 Ponte Preta, 3 de junho de 1979, 38.948, Pacaembu (35.209 pagantes).[11]
- Contra a Portuguesa: Portuguesa 0–0 Ponte Preta, 32.221, 17 de novembro de 1977, Pacaembu (29.660 pagantes).[18]

Outros clubes campeões brasileiros
- Jogos no Moisés Lucarelli não citados no Item I.
- Contra o Grêmio: Grêmio 0–1 Ponte Preta, 98.471, 26 de abril de 1981, Olímpico (85.751 pagantes).

Mo Moisés Lucarelli: Ponte Preta 0-1 Grêmio, 19.506, 20 de abril de 1980.
- Contra o Flamengo: Flamengo 2–2 Ponte Preta, 75.712, 30 de março de 1980, Maracanã.[13]
- Contra o Atlético-MG: Atlético-MG , 70.665, 17 de outubro de 1999, Estádio do Mineirão.
- Contra o Fluminense: Fluminense 3–2 Ponte Preta, 48.203, 5 de dezembro de 2001, Maracanã (44.026 pagantes).[20]

No Moisés Lucarelli: Ponte Preta 2–3 Fluminense, 15.763, 17 de novembro de 2002.
- Contra o Internacional: Internacional 1–0 Ponte Preta, 47.392, 31 de outubro de 1999, Beira-Rio (40.689 pagantes).[21][22][nota 1]
- Contra o Vasco: Vasco 0–0 Ponte Preta, 40.963, 15 de abril de 1981, Maracanã.[23]
- Contra o Cruzeiro: Cruzeiro 2–0 Ponte Preta, 15.425, 8 de outubro de 2016, Mineirão.[24]

No Moisés Lucarelli: Ponte Preta 2–2 Cruzeiro, 11.231, 25 de setembro de 1999.
- Contra o Botafogo: Botafogo 1–1 Ponte Preta, 12.069, 26 de novembro de 2016, Luso-Brasileiro (11.118 pagantes, exceto rodada dupla).[25][26]

No Moisés Lucarelli: Ponte Preta 0–1 Botafogo, 17.116, 16 de abril de 1978.

## Maiores públicos em estádios
- Exceto o Moisés Lucarelli, constante no Item I, acima de 30.000 presentes.
- No Morumbi: Corinthians 1–2 Ponte Preta, 146.082, 9 de outubro de 1977  (138.032 pagantes). Recorde do Estado de São Paulo.
- No Olímpico: Grêmio 0–1 Ponte Preta, 98.471, 26 de abril de 1981 (85.751 pagantes). Recorde do Olímpico e da Região Sul do Brasil entre clubes.
- No Pacaembu: Corinthians 1–2 Ponte Preta, 77.602, 25 de agosto de 1977 (72.573 pagantes). Recorde do Pacaembu em jogos com borderô declarado.[28]
- No Maracanã: Flamengo 2–2 Ponte Preta, 75.712, 30 de março de 1980.[13]
- No Mineirão: Atlético-MG , 70.665, 17 de outubro de 1999.
- No Beira-Rio: Internacional 1–0 Ponte Preta, 47.392, 31 de outubro de 1999 (40.689 pagantes).[29]
- No Brinco de Ouro: Guarani 0–1 Ponte Preta, 34.222, 30 de janeiro de 1980 (30.552 pagantes).[11]